# Akhnaten Spencer-El
Akhnaten Spencer-El (Baltimora, 13 aprile 1979) è uno schermidore statunitense.

## Palmarès
In carriera ha conseguito i seguenti risultati:
- Giochi Panamericani:

Winnipeg 1999: argento nella sciabola a squadre e bronzo individuale.